# 한국실업야구연맹
한국실업야구연맹(韓國實業野球聯盟, Korea Amateur Baseball Association, KABA)은 야구선수 진로개척 차원의 취업 지원을 통해 한국야구의 지속적인 발전을 뒷받침하기 위해 설립된 대한야구소프트볼협회 산하 준가맹 단체이다. 1946년 아마야구 전신 단체가 출범 후, 성인야구 업무를 관장하는 독립 단체로 유지되어 오다 1979년 세계야구선수권대회 서울 유치가 확정되자 야구계 발전을 위해 대한야구협회에 자동 통합되기도 했으나 야구선수 취업난 해소에 대한 필요성이 강조되며 2011년 1월 19일 대한야구협회로부터 산하 준회원 단체 승인을 받았다. 연맹 본부 소재지는 대전광역시 서구 계룡로 314번지(갈마동) 대전일보사이며 사무국은 서울특별시 강남구 논현동 82-18번지 벤쳐캐슬빌딩에 위치하고 있으며 연락 사무소는 서울시 양천구 목동 914번지 목동야구장(3루 데크쪽)에 확보하고 있다.
대한체육회 통합 작업으로 2016년 11월 신임 김응룡 회장을 선출하며 통합기구로 출범하는 대한야구소프트볼협회의 이사회 안건 상정을 통해 2015년 이후 협회의 내분 등 사정으로 추진에 어려움을 겪은 실업야구리그의 운영주체로 활동할 한국독립야구연맹[韓國獨立野球聯盟, Korea Independent Baseball Association ; KIBA]으로 단체명을 변경하여 활동할 예정이다.

## 설립 근거
- 2011년 1월 19일 대한야구협회(現 회장: 김응룡 회장/당시 회장: 강승규) 2011년 1월 유수호 이사 등 이사회 의결을 거쳐 산하 준가맹 회원 단체로 공식 승인.
- 대한야구소프트볼협회 산하 6개 가맹단체 현황: 리틀야구연맹/여자야구연맹/대학야구연맹(이상 정가맹), 실업야구연맹/티볼연맹/연식야구연맹(이상 준가맹)

## 창립일
- 2011년 6월 17일(대전광역시 유성구, 리베라호텔)

한국실업야구연맹(KABA: 초대 회장 / 남상현)는 2010년 9월 대한야구협회에서 탈퇴 처리된 KBBF(당시 회장: 박영길, 부회장: 김양경, 전무이사: 김용철)와 무관한 단체로 당시 강승규 대한야구협회장의 취임 공약사항中 하나인 실업야구 부활에 대한 우선 실현 가능한 방안으로 선수취업 활성화를 위해 승인된 산하단체이다.

## 연혁
2008년
- 2008년 12월 KBO의 하일성 사무총장 지원 속에 박영길(전 롯데감독)氏가 리딩하는 실업야구연맹 출범 합의 및 지원 확약
- 2008년 12월 최주억(전 롯데자이안츠 수석코치, 전 리틀야구연맹 전무이사)氏가 실업야구연맹 출범 소식을 전하며 직장야구리그와 연계시켜 발전시킬것을 권고함.(당시 최주억氏의 제안을 참신하고 높이 평가한 한국직장야구연맹(당시 회장: 표삼수/KT 사장)에서 수락하여 박영길 회장, 김양경 부회장과의 회동이 성사됨)

2009년
- 2009년 1월 신사동 진동횟집에서 최주억 전 리틀야구연맹 전무 주선으로 박영길 회장, 김양경 부회장과 회동(전국 주요 6개 도시의 공단지역에서 개최중인 직장야구리그에서 선수출신 년 평균 20명 이상 취업시키던 상황을 서로 협력하여 전국 300개 참가 팀 조직을 선수출신 보유 숫자에 따라 K3,K2,K1 리그로 구성하여 실업야구연맹을 출범시키자는 박영길 회장의 방안을 제시받아 긍정적으로 검토)
- 2009년 2월 대한야구협회 이상현 사무처장의 추천으로 박영길 회장이 리드하던 실업야구리그 참가하기로 결정(협회관련 공인대회 확인차, 이상현 처장 면담시 박영길 회장 주도하는 실업야구연맹에 가입시 자동 회원사가 된다고 추천)
- 2009년 3월 대한야구협회 추천 실업야구부활 추진단체(대표: 박영길 / KBBF) 트라이아웃에 초청되어 관전(신월야구장에 참석한 당시 실업야구연맹에 고문으로 활동중이던 하일氏와 첫 만남을 가짐-향후 연맹 부회장으로 영입 제안, 수락)
- 2009년 5월 당시 대한야구협회 추천 실업야구부활 추진단체인 실업야구연맹(회장: 박영길 / KBBF) 개최 1차 대회 참가 ; 25명을 긴급히 트라이아웃을 통해 모집된 선수로 구성한 광명전기라는 팀으로 참가
- 2009년 6월 당시 대한야구협회 추천 실업야구부활 추진단체인 실업야구연맹(회장: 박영길 / KBBF) 개최 2차 대회 불참을 최종 결정(개막식 후, 배정된 첫 경기에 선수출신이 1명인 사회인팀과 경기를 하라는 요청을 받아 고심 끝에 코칭스탭 등과 협의하여 몰수패로 정중히 거부)* 2009년 9월 대한야구협회 이사회에서 박영길 회장과 김양경 부회장이 리딩하던 실업야구연맹이 당시 신월야구장 사용권을 놓고 국민생활체육전국야구연합회와 분쟁하다 협회 감사 통해 등록 취소됨.
- 2009년 10월 강승규 협회장의 새로운 구단운영 및 운영단체인 연맹 출범 결정 후, 1차 트라이아웃 개최(1개월간), 선수 선발(40명, 평가관: 故 조성민)
- 2009년 11월 2010년 시즌 시범운영 실업팀 활동선수 선발 및 연맹/취업지원 협력업체간 협약 체결

2010년
- 2010년 1월 가칭 한국실업야구연맹(KABA) 임시 사무실 개소식(영등포구 문래동 벤쳐타운빌딩에 개설. 약 50평)
- 2010년 3월 2차 트라이아웃 개최(목동구장, 수원야구장, 구리야구장), 독자적으로 선수 선발(평가관: 조성민 / 40명)
- 2010년 4월 시범운영 대회 참가구단 이사회 개최(대구 인터불고호텔); 신규 영입 하일 부회장 등 8개 구단 관계자 참석
- 2010년 5월 첫 시범대회를 과천 정부청사를 방문하여 지식경제부 관계자들과 협의하여 장관盃 대회로 개막(군산 월명야구장 - 8개 팀 참가)
- 2010년 6월 대한야구협회 초청 시범운영 대회 추진보고회 개최(여의도 메리어트호텔)* 당시 강승규 대한야구협회장 및 윤정현 전무이사, 이상현 사무처장 등 협회 관계자 대거 참석, 브리핑 진행.
- 2010년 7월 한국실업야구연맹 임원진이 조성민과 요미우리자이안츠 관계자 추천으로 일본야구연맹(JABA) 내방, 일본 실업야구 견학(방문단장: 故 조성민 육성위원장)
- 2010년 10월 한국실업야구연맹 2010년 하반기 정기총회 개최(영종도 하이야트호텔); 당시 김재구 회장(원테크놀로지 회장)대행 체제로 조직구성

2011년
- 2011년 1월 대한야구협회 정기총회 및 이사회 의결, 회원단체로 승인(방이동 올림픽파크텔): 연맹 자문위원인 김종민 전 충남정무부지사 참석
- 2011년 2월 연맹 2010년 상반기 이사회 개최, 김종민 전 충남정무부지사의 추천으로 남재두 대전일보 회장을 회장으로 추대
- 2011년 2월 시범운영 실업 팀 20명 선수단, 일본 미야자키 전지훈련(실업 선발팀)시행: 원테크놀로지(회장: 김재구)에서 전액 후원
- 2011년 3월 연맹 2011년 상반기 정기총회 개최(여의도 HP 대강당/에티하드항공 등 연맹 협찬사 임직원 대거 참석)
- 2011년 4월 연맹 4개 구단 전용훈련 인조잔디 야구장 개장 및 사용 시작(경기도 안성 소재)
- 2011년 5월 연맹 본부 사무실 강남구 논현동에 개소 및 충남도청과 업무제휴: 이상현 대한야구협회장, 장윤호 홍보이사, 양기태 팀장 내방
- 2011년 5월 아랍에미레이트 국영 에티하드항공 2011 실업야구 춘계리그 개최
- 2011년 6월 연맹 이사회 개최, 남상현 대전일보 사장을 공식 회장으로 추대(유성 리베라호텔); 대전일보 남재두 회장을 명예회장으로 추대.
- 2011년 7월~09월 동양강철회장배 2011 실업야구 하계리그 개최
- 2011년 10월~11월 대전일보사장배 2011 실업야구 추계리그 개최
- 2011년 11월 충남도지사배 제 1회 종합야구선수권대회 개최(단국대,건국대,홍익대,한민대外 북일고 등 고교 6팀, 실업 2팀 참가); 우승 건국대 & 북일고

2012년
- 2012년 1월 연맹 이사회 개최(포스코빌딩): 연맹 자문위원으로 선수취업에 일조하신 일광그룹 이규태 회장 지식경제부장관 표창 수상
- 2012년 5월 대전일보사장배 2012 실업야구 춘계리그 개막(일죽 인조잔디구장- 4개 팀 참가)
- 2012년 7월 연맹 2012년 임시 정기총회 개최(남산 하이야트호텔): 김종민 전 충남정무부지사 참석 축사
- 2012년 10월 연맹 이사회 개최 예정(2012년 하반기 정기총회 안건 심의)
- 2012년 11월 충북 보은군 연고 신규 창단 보은제약 실업 야구단(감독: 김정택)팀과 업무협의 요청받았지만 어설픈 구단 구성과 운영 전략으로 팀 자체 방향성이 불투명하였고 특히 재정방안과 전용구장이 없어 연맹가입 보류 조치(당시 퓨쳐스리그 활동 희망의사 밝혀 현실가능성)
- 2012년 11월 충남도지사배 제 2회 종합야구선수권대회 개최 취소(시즌 막판 우수선수 불참하여 후원취지 퇴색되는 야구계 현실 감안, 협회 관계자의 추천에 따라 취소)
- 2012년 12월 독립리그 훈련구장으로 고려대학교가 낙찰되어 구장사용 협약 체결(체육시설 임차료 및 시설 지원자금 12억원 연맹에서 확보,예산 집행) ******

2013년
- 2013년 1월 연맹 이사회 개최(대한야구협회장 선거에 따라 임시 형태로 개최): 김은영(엘앤케이글로벌 대표/현 대한야구협회 부회장) 대한야구협회장 출마 추천
- 2013년 2월 경기도(문영근 팀장 외 실무진)와 협의하여 단일기업 실업 팀 창단계획 발표하여 2015년부터 독립리그 출범하기로 계획 수립
- 2013년 3월 독립리그 출범을 위해 단일 기업 실업 팀 창단계획 및 고척동돔구장 개장기념 독립리그 출범(2015년 3월~) 계획 수립
- 2013년 4월 시범운영 실업 팀 통합 훈련구장(고려대학교) 인조잔디 포설 및 전광판, 덕아웃, 안전망 등 공사 착수
- 2013년 5월 고려대학교 야구장 리모델링공사 완료(총 공사 규모: 부가세 포함 9.35억원)
- 2013년 6월 논산소재 동양강철 그룹 현대알루미늄 신축공장 직원으로 10~20명 채용하여 논산시 또는 인근 시민야구장 건립된 공주시 연고 창단 검토 착수
- 2013년 6월 포항야구장에서 시범운영 마지막 대회인 동양강철배 제 3회 전국실업야구선수권대회 시작(울산시민야구단 VS 구미시민야구단)
- 2013년 7월 경기도청 초청으로 내방, 실업야구 시범운영 현황 브리핑 및 향후 독립리그 운영시 수도권 및 영남권 2개 리그 우선 출범키로 상호협력 의견교환
- 2013년 9월 독립리그 출범을 위한 마스터플랜 수립 착수(경기도청에서도 별도로 한양대학교 김종 교수팀과 용역계약 체결하여 계획 수립중)
- 2013년 10월 고려대 야구장에서 시범운영 마지막 대회인 동양강철배 제 3회 전국실업야구선수권대회 결승전 개최 예정
- 2013년 12월 연맹 이사회 및 정기총회 개최(신임 2기 회장에 이상직 전 이스타항공 회장이자 국회 통상위 의원을 추대하기로 하였으나 개인 사유로 인해 2014년 7월 이사회를 거쳐 최종 확정하기로 의결)

2014년
- 2014년 3월 경기도 독립리그 출범 공청회 참가 외 경기도청과 출범 단일주체 구성 및 구단 스폰서 기업유치 관련 현실적인 방안 의견교환.
- 2014년 4월 경기도청의 연구용역 결과에 따라 협동조합 형태 수도권 주요 구장을 보유한 클럽리그의 회원을 독립구단 주주로 참여시키는 방안 협의
- 2014년 12월 제 2기 회장단 선출 및 경기도청과 공동으로 경기도지사를 포함한 독립리그 운영방안에 대한 해당 지역 지자체 단체장과 간담회 개최

2015년
- 2015년 2월 고척동돔구장 개장기념 실업야구부활 리그 출범을 위한 각 주체간 협의체 구성 등을 포함한 안건으로 정기총회 개최
- 2015년 7월 연맹 사무실을 강남구 역삼동으로 이전, 개소. 목동 야구장내 연락사무소는 대한야구협회 이전 후, 재조정 입주 예정.
- 2015년 11월 대한야구협회장(박상희)과의 실업야구 부활에 대한 논의 결과가 실망적으로 나오자(적극 참여할 의사 표명이 안됨)대안 마련에 들어감

2016년
- 2016년 3월 여의도 CBRE빌딩에서 이사회 개최, 대한야구협회 내분(대한체육회에서 관리단체로 지정)에 따른 연맹 방향성 논의 및 의결
- 2016년 11월 현실성 떨어지는 실업팀 창단보다 창단이 수월한 연천미라클 등 독립야구단 4개 팀으로 2017년 시범운영 리그를 출범하기로 조건부 협의
- 2016년 12월 정기총회를 통해 신임 회장단 선출은 물론 2017년 가을 첫 창단 추진중인 실업팀에 대한 운영방안 발표 예정

## 개요

### 설립 목적
- 저비용 고효율 실업스포츠 팀 운영사례 전파
- 기초지자체 대상 시민야구단 창단, 볼거리 제공
- 향토출신 야구선수 진로개척 지원

### 주요 개최대회
- 실업야구대회 개최 및 운영(정규시즌 년간 5개 대회 개최) * 1차 2010년 시범운영 리그는 지식경제부장관배 대회로 7개 팀간 풀리그로 개최.

- 2010년 개최 대회 - 지식경제부장관배 제 1회 전국실업야구선수권대회로 개최(5/5 군산 월명야구장): 수원시민야구단 VS 군산시민야구단 경기를 필두로 6개월간 진행
- 2011년 개최 대회
  - 충남도청 이전 내포신도시 개발 기념 제 2회 전국실업야구선수권대회[에티하드항공 2011 실업야구 춘계리그] * 우승: 부천시민야구단
  - 충남도청 이전 내포신도시 개발 기념 제 2회 전국실업야구선수권대회[동양강철 2011 실업야구 하계리그] * 우승: 부천시민야구단
  - 충남도청 이전 내포신도시 개발 기념 제 2회 전국실업야구선수권대회[대전일보 2011 실업야구 추계리그] * 우승: 논산시민야구단
  - 충남도청 이전 내포신도시 개발 기념 제 2회 전국실업야구선수권대회[MSP에너지 2011 실업야구 챔피언쉽] * 우승: 논산시민야구단
  - 충남도청 이전 내포신도시 개발 기념 제 1회 충청권 종합야구선수권대회[고교/대학/실업 12개 팀 참가] * 우 승: 건국대(일반부), 북일고(고등부) * 준우승: 논산시민야구단(일반부), 공주고(고등부)

- 2012년 개최 대회(시범운영 마지막 해로 최소 1~2개 구단을 국내에서 대학 팀들과, 일본에서 실업팀들과 경기 경험을 쌓는데 주력)
  - 충남도청 이전 내포신도시 개발 기념 제 3회 전국실업야구선수권대회[동양강철 2012 실업야구리그]
  - 충남도청 이전 내포신도시 개발 기념 제 2회 충청권 종합야구선수권대회[고교/대학/실업 12개 팀 참가] * 전국체전 이후 10월말 또는 일선 지도자 의견수렴, 새 시즌 개막 직전 매년 3월 개최 검토

```
라. 주요 역할
```

- 실업야구선수 취업기회 부여(각 구단별 매년 최소 5명 이상 신규 채용 의무화)
- 실업야구선수 신인선수 지명 및 선발, 채용(추천서 평가, 비공개 테스트 포함)
- 실업야구선수 오리엔테이션 및 기초 직무교육 과정 개설(동계 기간중 주말강좌)
- 연고 지자체와 협력을 통한 상호업무 역할분담(지역 홍보대사 등)

### 활동 범주
- 학원야구(초중고교 및 대학)를 제외한 성인 아마추어 야구를 총괄하는 단체로써 순수 아마추어 정신에 따라 주로 아마야구선수 진로 개척 지원을 위한 공익사업 위주로 활동하며 궁극적으로 대학야구와 프로야구리그와 별도로 지자체가 참여하여 지역민에게 수준 높은 세미프로리그급 볼거리를 제공하고 향토 지역을 대외적으로 홍보하는 기능을 포함한다.

### 활동 방식
- 과거 운영방식 - 단일 기업이 선수를 전문 야구선수로 채용, 버스/숙소/급료/용품/운영경비 일체를 부담하여 운영하는 방식(프로야구 이전, 사실상 프로구단 역할 수행); 은퇴 후, 현업으로 복귀하지만 업무 부적응 등 문제점 발생.

- 향후 운영방식 - 도시대항전에 참여하는 지역을 대표하는 시민야구단으로 구성, 활동한다. 우선 지자체 단체장이 구단주를 맡아 지역을 대표하는 위상을 세워주고 매년 대회 참가비만 지원한다. 그리고 지역 또는 후원 복수 기업이 야구 선수를 분담 채용, 급료와 수당만 부담하며 용품 등 기타 운영비용은 연맹의 스폰서쉽으로 충당한다. 선수들은 평일엔 소속 직장에서 근무하며 주말리그제 경기에 참여한다. ; 단체 훈련은 평일 2회 근무 후 별도 시행(하절기에는 이른 아침 훈련)하며 년중 선수 체력소진 부담없어 향후 수도권에서 돔구장이 활용될 경우 11월~2월까지 동계리그도 시행한다.

대학야구연맹이 독립할 경우 주말리그 경기에 한해 대학/실업 팀이 함께 참여하는 종합선수권대회(리그)를 각 지자체에서 개최하는 대회에 참가하는 투어 형식으로 진행하거나 수도권 4팀 정도는 평일에도 수준높은 전력을 위해 별도 페넌트레이스를 진행할 예정.

### 구단 운영 구조
- 지자체단체장(구단주) + 취업등 후원 참여기업 + 지역 야구인(엘리트 및 생활체육 구분없이 범 통합조직) + 지역 기업관련 단체 및 시민단체 ; 2012년부터 시의회를 통해 예산 반영하여 신규 선수 채용 및 우수한 코칭스탭 영입에 따른 실업야구리그 참여 지자체별 최소 분담 체제 갖출 예정(감독 또는 우수선수 2명급료 규모)

### 취업지원 구조
- 구단 가 입단 -> 훈련 및 경기 출전 -> 구단내 추천 확정 -> 대상자 1차 면접(연맹 임원진) -> 2차 면접(취업대상 기업 임원진) -> 취업 확정 통보 -> 기초 직무교육과정 이수 -> 취업 대상기업 출근(대체로 년초 1,2월 및 추석 이후 취업시기 집중)

### 취업유형 구분
- 취업 희망자 - 년중 수시 입사기회 부여(단, 구단 가입단 후 구단 운영진에서 추천할 경우에만 취업 가능.) ; 군 미필자의 경우 정규직 채용 케이스가 드문 관계로 유통업체 등 계약직으로 입사 추천(평균 년봉 1500~2000만원), 군 필자로써 대학 졸업의 경우 최소 년봉 1800만원 안밖부터 시작(지방 생산직의 경우 초봉 2000만원 이상 다수)
- 프로 지망생 - 분기별 비공개 테스트를 거쳐 가 입단 후, 계약선수로 활동(훈련 및 경기 활동일이 년간 240일 경우 1200만원 급여 지급.)

## 조직

### 임원진
- 정관 변경에 의해 회장단은 기업 스폰서쉽 협약기간이 일반적으로 4년 이상 불가하여 임기가 조정되었다.

1기 회장단 및 임원진(2011년 6월 ~ 2015년 6월)
- 명예회장 - 남재두(1939년생 現 대전일보 회장, 前 3선 국회의원, 前 한국관광공사 이사장, 경기高-연세大卒)
- 회 장 - 남상현(1972년생 現 대전일보 사장, 이화여대 사학과 -> 美 시카고예술大(院)卒) * 2014년 임기 만료

- 자문위원 - 김종민(1964년생 現 국회 기재위 소속 국회의원, 前 충남정무부지사, 청와대대변인. 서울大 국문과卒)/ 지방자치단체 협력 자문
- 상 근 부회장 - 김재구(1943년생 現 원테크놀로지 회장, 총신大 신학과(원)卒)* 現 베이스볼코리아 대표
- 비상근 부회장 - 하 일(1944년생 前 대한야구협회 전무이사, 한국야구100년史 저자, 부산高-명지大卒)* KBO야구박물관 건립때까지 활동 중단
- 비상근 부회장 - 박준호(1964년생 現 열린기술 대표이사, 서울大 화학과卒)
- 비상근 부회장 - 정석종(1963년생 現 온고테크 대표이사, 항공大 경영학과卒)
- 전무이사 - 정재호(1950년생 前 현대유니콘스 프로야구단장, 중동高-한양大 국문과)
- 사무국장 - 오경삼(1941년생 前 영락교회 총무팀장, 前 군산고 교사, 숭실大 영문과卒)

기술이사, 경기이사, 심판이사 등 실무 이사진은 2017년 공식적인 독립야구리그 출범 전, 야구계 인사 추천 후, 결정 예정.
2기 회장단 및 임원진(2015년 6월 ~ 현재)
- 박준호, 정석종 부회장 회장 직무대행 체제로 운영중이며 상위 단체인 대한야구협회 내분 수습이 되는 2016년 12월 정기총회 개최하여 신임 회장단 선출 예정.

## 참가 야구단

### 정회원
- 2017년까지 상반기까지 4개 연고 지자체와 지역연고 협약 체결 후, 2017년 하반기 공식 실업/독립리그 출범인 시점에서 정회원 자격 부여 예정.

#### 2017년 시즌 창단예정 야구단
- 아이스하키 아시안리그와 유사하게 2016년은 한국,일본,중국,대만,미국 등 최소 4개국에서 참가한 팀으로 고척동돔구장에서 11월부터 윈터리그 개최 검토중
- 한국대표 팀으로 시범운영 활동중인 4개 팀에서 선발하며 2018년 고교 및 대학졸업 예정자중 추가 선수 영입하여 2017년 9월~10월 첫 창단 검토중

#### 2011~2013 시범경기 참가 권역별 야구단
- 수도권 - 부천시민야구단: 부천고 출신外 경인지역 고교 및 대학 출신 선수 20명으로 구성(운영 책임자: 장명진 이사 / 폴리트론 소속)
- 충청권 - 청주시민야구단: 청원 및 논산 소재 구 한민대 야구부外 단국대,원광대 등 인근 연고 선수 20명으로 구성(책임자: 배재섭 부장 / 동양강철 소속)
- 영남권 - 구미시민야구단: 구미 공단내 기업체 근무자로 포철공고 및 대구,경북 출신 선수 20명으로 구성(책임자: 전수열 부장 / LS전선 소속)
- 영남권 - 울산시민야구단: 현대계열 현대상운 직원이 다수로 타 팀 대비 원거리 원정경기 과다하여 대회 참가 보류, 활동 재개(운영진 재구성中)
- 중부권 - 원주시민야구단: 춘천고 야구부 재창단 등의 시도로 기존 원주고 출신의 시민야구단을 연고 이전할 계획을 가지고 있음.
- 호남권 - 군산시민야구단: 타타대우상용차 근무직원이 10명을 차지하며 실업팀 활동 기대 컸으나 지방원정 경기 불가로 참가 제한.

### 준회원
- 선수출신을 매년 1명 이상 취업 지원에 참여하는 기업을 대상으로 현재 전국 8개 권역에 24개 팀이 준회원사 자격을 보유하고 있으며 매년 초청대회 무료 참가기회 부여

## 기타

### 각종 통계
- 선수 취업율 - 72%(군 미필 계약직 선수까지 포함)* 취업율 높은 구미와 청주는 거의 100% 취업상태
- 미취업 선수 - 프로입단 지망생 구단별 평균 4~5명 포진
- 선수 평균연봉 - 2,150만원(4개 구단 취업선수 기준) / 2,470만원(4개 준회원 구단 취업선수 포함 기준)
- 선수 최저연봉 - 1,610만원(입사 2년차) /선수 최고연봉 - 4,700만원(생산직 10년차); 최근에는 1800만원 안밖 년봉 수준으로 입사. 구미의 경우 생산직은 2000만원 이상 유지
- 프로입단 배출 - 시범운영 기간중 활동 선수중에서 프로팀(롯데자이안츠) 및 독립야구팀(고양원더스)에 총 6명 배출

### 연맹 재정
- 현재 한국실업야구연맹은 대한야구협회의 실업야구 관련 예산 지원을 전혀 받지 않고 독자 재정으로 운영중.
- 스폰서십 100% ; 2012년부터는 김재구 부회장이 직간접 스폰서쉽 지원중 - 스폰서쉽의 대부분은 연맹 임원진 관계 법인으로부터 후원되고 있다. - 2014년 지방선거 이후 50% 이상이 참여 지자체에서 시민야구단 지원금으로 책정되어 숨통이 트일 예정.
  - 상임 임원 4인 및 사무국 스탭 4인 급여 등 인건비 + 사무실 + 업무 추진비 예산 - 소속 상위단체의 규모에 걸맞은 위상을 지키기 위해 예산 절감 방안을 강구중.(2013년부터 고대구장 일요일 대관을 통해 운영경비 일부 보조 예정이었으나 여의치 않아 2014년 이후 검토중)
  - 각 구단 선수 관리, 훈련/용품 지원 관련 예산 - 각 구단 운영진의 연맹에 대한 의존도가 지나치게 높아 향후 재정 자립하지 못할 경우 대회 출참 처리 예정.
  - 각 시즌별 대회 각종 개최비 및 구단 선수지원 관련 예산 - 현재 대회를 치루는 형식적인 예산만 지출되는 상황. 관중 동원을 위한 추가 마케팅은 엄두를 내지 못하고 있음. 따라서 구단이나 대회 즉 홈 경기 홍보를 위해서는 각종 인쇄매체나 언론 노출이 많은 지자체가 필요한 실정.

### 선수 처우
- 유니폼 제공
- 연습구장 제공
- 선수회비 면제
- 훈련비 지급(구단 기여도에 따라 차등 적용 예정)
- 경기 및 훈련시 식,음료 제공
- 교통편(전세버스 이용), 숙박처(원정 숙박하는 경우 2인 1실) 제공
- 야구용품 제공(나무배트,야구공,가방外)
- TV CF광고 출연기회 부여(광고 대행업체와 현재 협력중)
- 해외전훈 기회 부여(선발자 해당)
- 가 입단 후, 취업기회 우선 부여
- 동계 기초직무 교육강좌 개설 참여기회 부여

## 연맹 출범과정 소개
실업야구는 1923년 5월 23일 조선야구협회가 구성되어 해방 후 1946년 공식 출범한 이래 1982년 국내에 프로야구리그가 출범하기 전까지 사실상 최고의 인기를 구가하며 성인 아마야구를 주도했다.
1982년 프로야구리그가 출범하자 군,은행,공기업 일부가 참여하여 2002년까지 전국체전과 백호기 실업야구선수권대회등으로 실업야구 팀과 대회가 존속 되었으나 프로야구에 비해 상대적으로 열악한 재정 조건과 인기 저하로 더욱이 1997년 몰아닥친 IMF파동 이후 참여 기업들에게 재정 압박이 가해지자 하나 둘씩 팀 해체가 되며 2003년에는 완전히 폐지되었다. 이후 2008년 박영길 전 롯데감독이 재출범 시켰으나 운영 어려움을 겪다 2009년 가을 대한야구협회 이사회에서 해체된 후, 대한야구협회에서 2011년 1월 이사회를 통해 KT,HP,ORACLE 등 IT기업인들을 참여시켜 재출범하여 현재 경기도에서 추진중인 독립리그 출범 및 고척동돔구장 건립상황 추이를 지켜보며 아마야구의 큰 축으로써의 중요한 역할을 해나가고자 많은 노력을 기울이고 있다.
[박영길, 김양경氏에 의한 연맹체 유지 실패-2008년~2009년]
이후 실업야구는 프로야구 각 구단의 군 미필 선수들을 위해 경찰청, 상무마저 프로야구 2군리그(퓨스리그)로 참여하면서 실업야구의 정체성과 함께 기본 토대는 완전히 사라져 버린다.
물론 2000년대 중반 이후 야구계 원로 일부가 나서 부활을 주장하였다. 이에 2009년 KBO 하일성 사무총장에 의해 KBO에서 실업야구연맹 출범 지원을 결정하여 초대 회장에 박영길(전 롯데 감독. 현 스포츠서울 자문위원), 부회장 김양경(전 KBO 심판위원) 외 최의상(전 경기도야구협회 국제이사), 김용철(전 롯데자이안츠 선수, 전 경찰청 야구단 감독), 김성균(전 두산베어스 선수) 등이 주도하는 한국실업야구연맹(KBBF / www.kbbf.org)이 구성되어 2009년 1월 강승규 회장의 취임과 함께 대한야구협회 정기총회를 통해 최종 산하 준가맹 단체로 승인이 된다.
이후 과거 실업 팀들과 운영 컨셉이 다소 다르지만 일구스포츠, 서울탁주 등 총 3팀이 참가하기 위해 신월야구장에서 트라이아웃을 통해 60명의 선수를 선발하여 첫 대회를 치른다, 하지만 평소 독립야구단 창단에 관심을 가지고 선수출신을 꾸준히 취업시키던 현 한국실업야구연맹 운영진이 당시 대한야구협회 추천으로 이상현 사무처장과 직접 면담을 통해 지원하던 광명전기 실업팀은 대회 1차전에서 선수출신이 1명만 활동하는 소위 사회인야구팀과 짜여진 대진에 당황하며 경기를 포기하면서부터 불신하게 되며 결국 탈퇴하게 된다.(당시 박영길 회장, 김양경 부회장은 조직력을 갖추기 위해 전국 직장야구단들을 참여시키려고 서울 모처에서 현 한국실업야구연맹 임원진을 만나 설득하여 참여를 유도하였다.)
당시 박영길 전 롯데감독 체제의 실업야구연맹은 출범 첫 해 1억이 채 안 되는 KBO 지원 외 별 다른 스폰서쉽을 유치하지 못해 운영에 큰 난항을 보인다. 이런 가운데 선수출신이 일부 포함된 사회인야구팀을 하부리그로 포함시켜 1,2,3부로 구분하는 방식으로 실업야구연맹 조직을 키우려고자 하였으나 진정한 실업야구를 위한 준비로 야구계로부터 인정받지 못하고(2009년 9월 대한야구협회 이사회에서 공식적으로 지적 당함) 우려의 소리가 이곳 저곳에서 이어지게 된다. 특히 실업야구연맹의 대회 개최 장소로 협회에서 신월구장 확보를 지원하자 국민생활체육전국야구연합회에서는 강력히 반발하게 된다.
그런 가운데 해외와의 실업야구 교류를 통한 토대 마련을 위해 박영길 회장은 최의상 국제이사와 함께 일본으로 시선을 돌려 간사이 독립리그에 진출시킬 세미프로 독립리그 팀 '코리아해치'를 구성하였다. 그러나 사회인야구단을 모집하여 일본에 이벤트 형식으로 원정경기 프로그램을 경험한 최의상씨(前 경기도 야구협회 국제이사)가 실질적으로 구단을 운영하였는데 운영초기 스폰서쉽 유치에 한계를 드러내며 재정부족 상황이 되고 코리아해치의 운영이 초기부터 흔들리게 된다. 결국 재정적 압박이 더 심해졌고 마침 대한야구협회 산하 단체 명분으로 사용하던 신규 건립된 신월야구장 사용권을 놓고 사회인야구 관련 단체인 국민생활체육전국야구연합회(회장: 이동호)과 심각한 갈등까지 빚게 되며 단체 승인이 대한야구협회로부터 취소된다.
당시 박영길,김양경 회장단의 직접적인 관여가 아닌 실무진의 독자 행동이라고 거론되어 문제가 야기되었지만 대한야구협회에서 사용일수에 대해 우선권을 가진것을 알고 무리하게 구장사용권을 독식하기 위해 무단 협회 직인을 사용하는 일이 벌어져 결정적으로 신뢰감에 타격을 입고 단체 등록이 취소된다.
이에 더욱 더 문제가 심각해지는것은 엘리트야구가 아닌 사회인야구를 주도하는 국민생활체육전국야구연합회(회장: 이동호)에서 실업야구연맹 개최 대회에 참가하는 선수는 사회인야구 전국대회 출전 불가라는 제동을 걸게 된다. 당초 야구계 발전을 위해 기대했던 야구단체들간 상호협력은 온데간데 없이 국민생활체육전국야구연합회는 야구선수 출신들에게 실업리그에 출전하는 선수는 생활체육 관련 대회 참여 불가라는 활동 제약 공문을 16개 시도 지부로 보내게 되는데 이로 인해 다수의 사회인야구리그에서 활동하던 선수출신 선수들이 소속 문제로 실업야구에 선뜻 참여를 할 수 없게 되어버린다.
여기에 대한야구협회 이사진중 국민생활체육전국야구연합회는 물론 대한야구협회 이사진으로 이중 소속되어 활동중인 임원들이 반대에 나서면서 하루 아침에 박영길 회장을 비롯한 실업야구 추진 인사들은 뜻 밖의 야구계 내부의 장벽을 만나게 되며 퇴진하게 된다. 당시 일부에서는 실업야구를 기획하고 주도했던 전 일구회 소속 김양경氏(현 연식야구연맹 부회장)가 지나치게 쓴소리를 국민생활체육전국야구연합회에 하는 등 뿌리깊은 불신감을 표출하며 상호 갈등의 원인이 되었다는 분석도 있었다.
이렇게 양 단체가 극심한 대립 끝에 2010년 9월 대한야구협회로부터 박영길 회장이 주도하는 실업야구연맹은 국민생활체육전국야구연합회의 저지로 전용구장 확보를 하지 못하며 스폰서쉽 유치도 실패하는데다 결정적으로 참여 구단의 부족으로 대한야구협회 산하 가맹단체 등록이 해제되는 우여곡절을 겪게 된다.
[새로운 실업야구연맹 단체 결성, 출범 - 2010년~2011년]
2008년 대한야구협회장으로 취임한 신임 강승규 회장을 비롯하여 윤정현 전무이사 등 야구계 뜻 있는 인사들에 의해 실업야구리그 부활은 지속적인 관심의 대상이 되었다. 아무래도 단일 기업팀 창단이 어려운 현실을 단계적으로 해결하기 위해 우선 직장야구의 활성화를 통한 선수취업 시스템을 보완 발전시켜 새롭게 실업야구연맹 단체를 결성하는 방향으로 선회하게 된다. 특히 전국대회의 지나친 서울 집중으로 많은 지방 아마추어 야구단들의 원정 부담과 이에 따른 경기력 저하는 물론 재정 악화에 대한 변화 인식을 가지며 대전,충남이 전국적 야구메카로의 발돋움 에대한 기대를 가지고 우선 규격 야구장 건립을 위해서는 엘리트 특히 실업야구팀이 창단되어야 한다는데 충청남도는 물론 대전일보, 동양강철을 비롯한 충청권 기업들이 관심을 가지게 되었다. 이에 현 한국실업야구연맹 집행부는 2010년 12월 인천-아부다비 노선에 신규 취항하여 기업 고객 수요를 창출하기 위해 홍보가 필요했던 에티하드항공 등 외국계 기업 임직원까지도 참여시키게 된다.
동시에 강승규 대한야구협회장이 취임하자마자 개혁 대상으로 분류되던 협회 사무처 직원들에 대한 인사처리 시도 등 아마야구 시스템 변화 시도에 공감하던 전 청와대 대변인 출신의 김종민 한국직장야구연맹 실업야구 자문위원이 2005년부터 운영 컨셉을 기획, 지원하여 개최중이던 지식경제부장관배 전국직장야구대회 참가 250여개 기업 회원사들을 통해 실업야구선수 채용 본격 지원을 요청하게 된다.
이에 실업야구 부활과 채용지원에 뜻을 같이하는 전국 주요 도시의 각 공단지역 직장야구단 임원들이 주도하여 울산, 청주, 구미, 수원, 원주, 논산, 군산, 창원시민야구단이 8팀이 가 창단된다. 드디어 2010년 새로운 단체에 의해 실업야구연맹이 태동하고 그 첫 경기로 군산 월명야구장에서 5월 5일 의외로 500여명의 관중이 들어찬 가운데 개막전(구미: 군산)을 필두로 2년간 목표를 세우고 시범리그 운영이 시작된다.
새롭게 가 창단된 시범운영 8개 실업 팀은 대부분 지역 직장야구리그에서 활동중인 국민생활체육과 무관한 신규 채용선수들이 참여하여 직접적인 갈등을 피하게 된다. 또한 일죽IC 인근에 투자 유치를 통해 인조잔디 1면(좌90, 중100, 우90미터)을 확보하여 토요일 오후에 시범운영대회 경기, 훈련 장소 문제를 해결한다.
당시 대한야구협회 이사회 이사이자 국민생활체육전국야구연합회에서도 활동중인 김광철 부회장의 기존 박영길 회장 체제의 실업야구에 대한 부정적인 인식을 감지하여 최소 몇 년간 대한야구협회에서 사용하는 신월이나 구의야구장을 사용하지 않는 다소 비상식적인 요구를 실업야구연맹은 받아들이는 결정을 하게 된다.
[실업야구 시범운영 2011년~2013년]
2010년 한해 시범운영과 야구계 내부의 진정성을 가진 인사들이 시범운영 경기 현장에서 예상을 뛰어넘는 경기력 등 가능성을 보고 2011년 1월 19일 대한야구협회 이사회 승인을 통해 현 한국실업야구연맹은 공식적인 회원 단체로 인정받게 된다. 이후 서울에서 3월 임시총회가 열리고 6월 17일에는 대전 리베라호텔에서 대전일보 사장인 남상현 회장을 임기 2년으로 추대하는 등 한국실업야구연맹이 공식 출범한다.
당시 충청남도 정무부지사였던 김종민 자문위원이 충남지역 규격야구장 확보 지원 요청 차원에서 안희정 충남지사를 비롯한 충남 체육관계자에게 천안, 공주, 계룡, 서산 등 야구인프라가 들어설만한 지역에서의 인프라 확충을 강조하였고 2011년 1월 개최된 대한야구협회 이사회까지 직접 참석하여 지자체 기반의 실업야구 출범을 강조하게 된다.
한편 연맹 초기 재정은 실업야구 등 아마추어야구 매니아로 알려진 LED전문 기업인 원테크놀로지와 군수용 금속표면처리제 석유제품을 유통하는 폴리트론 김재구 회장의 출연에 크게 힘 입어 시작하게 된다. 또한 이규태 일광복지재단 이사장(현 이화여대 겸임교수, 대종상조직위원장)도 뜻을 가세하여 선수 취업에 발 벗고 나선다. 그러나 시범운영 시작단계부터 예상하지 못했던 변수들이 발생한다.
먼저 과거 실업 팀을 보유했던 창원 소재 덴소풍성(경남 창원 및 충남 홍성에 공장 각각 소재)이 연맹의 지원 속에 재창단에 나섰음에도 창원에 프로야구단 9구단이 유치되는 움직임이 보이면서 사실상 시범운영 첫 해에 리그 참가 및 구단 공식 창단을 포기하게 된다.
이어 수원을 연고로 한 시민야구단 역시 한동안 수원야구장을 힘겹게 섭외하여 사용하며 수원시에 창단 의지를 밝혔음에도 불구하고 향후 프로야구 10구단 창단 추진 분위기에 파묻히며 마침 시민야구단 창단에 관심을 보인 김만수 시장의 부천시로 공식 창단 전까지 연고지를 옮기게 되는 우여곡절을 겪는다.
현대중공업 등에 물류서비스를 공급하는 현대상운에 선수들을 주로 채용하여 운영하던 울산시민야구단은 소속 선수들의 주말 교대근무로 인한 시간 부족과 원거리 원정경기에 대한 부담외 장거리 이동에 따른 교통사고가 발생하며 사실상 페넌트레이스에 지속 참여하는데 어려음을 호소하게 된다.
타타대우상용차에 10명 이상 선수들을 채용하여 운영을 시작한 군산시민야구단 역시 지역 특성상 통합된 야구조직이 있어 당초 굳건한 협력을 약속받았지만 결국 생활체육야구 대회 일정에 발목을 잡힌 시민야구단 선수들의 지방 원정경기 불가로 실업야구연맹은 호남에서 만난 첫 군산시에서 허무하게 발길을 돌리게 된다.
당시 한국실업야구연맹은 군산시의 생활체육 야구단체에 대해 지나치게 끌려가는 군산시 체육행정이 큰 부담으로 작용하였다. 또한 원정경기에 단 한번도 참여하지 않는 생활체육단체 소속이면서도 자발적으로 역할을 맏아 나섰던 군산 시민야구단 임시 운영진에 대한 현 실업야구연맹의 불신감으로 군산시민야구단 개막전 흥행이라는 성공에도 불구하고 창단이 보류된다.
현재 3년간 실업야구 시범리그 운영을 통해 얻어낸 성과는 실업야구 부활을 위해 필요한 것이 무엇인가에 대한 시행착오를 겪으며 분석된 각종 자료와 운영 노하우로 볼 수 있다.
한마디로 절반의 성공,절반의 실패를 통해 실업야구가 안정되게 정착하는데 적정 시간이 필요하며 최우선 과제가 선수 취업보다는 팀 다운 팀을 창단하는 것이 우선이라는 결론을 내린다. 이에 한국실업야구연맹에서는 충청권을 포함한 중부권과 수도권을 중심으로 우선 내실있게 지자체와 연고협약을 체결하여 활동할 수 있는 4개 구단(최우선 수도권과 충청권에서 각각 2개 구단) 체제로 가는것으로 대한야구협회와 조율하기로 결정한다.
지원을 자처하고 나선 충남은 충청남도에 전국대회 개최가 가능한 규격 야구장이 단 한 군데도 없는 현실을 감안, 새로운 간이 야구장이 건립될 수 있도록 고심하던 대전일보(전 충남야구협회장 역임) 남재두 회장과 남상현 사장이 당시 충청남도 정무부지사로 재임 중이었던 김종민씨는 물론 초기 소극적이었던 충남 체육관계자들과 수 차례 연구 분석한 자료를 토대로 저비용 구조의 실업 팀 창단 필요성을 강조하고 이후 수 개월간 전국 지자체 초청 설명회와 찾아가는 순회 설명회를 통해 실업야구에 단계적으로 참여하려고 한다.
무엇보다 충청남도와 충청북도 연고 프로축구팀이 존재하지 않는 지역적 특성이자 약점인 현실을 감안할 때 창단 후, 적자로 인한 도정에 부담을 느낄것을 컨설팅을 통해 파악한 충남도청에서는 실업야구를 시범 운영하며 지켜보며 야구를 비롯한 타 종목도 저비용 구조의 지자체 스포츠구단 운영 가능성을 조심스럽게 타진하는 목적도 있었다.
2016년 아산시로 전국체전을 유치한 충남도청 입장에서는 전국체전 준비도 중요하지만 체육행정이 지나치게 전국체전 위주에서 벗어나야 한다는 인식과 함께 장기적으로 충남 지자체 체육이 다양한 선진 마케팅을 활용하고자 도청 이전 내포신도시 개발을 적극 연맹에 홍보 협조 요청하기에 이른다.
이에 한국실업야구연맹은 흔쾌히 수락하여 충청남도를 최우선하여 지방야구가 특히 생활체육 여건개선과 함께 활성화되어 인프라확충도 되도록 공동 노력하는데 뜻을 모은다.
이후 2년간 시범운영 기간중 일부 적응하지 못하고 조기 퇴직하는 선수들도 있었지만 각 구단별 5~6명씩 약 30명의 선수들이 구미, 청주, 대전 및 수도권 기업체에 신규 취업하는 성과가 나타났다. 특히 논산의 동양강철 그룹 계열사인 현대알루미늄에서는 논산에 새로운 공장을 건립 후, 지역민 채용에서 대거 실업야구선수를 채용하기로 확약한다. 또한 구미의 인탑스 등 몇몇 기업은 야구선수 출신 직원을 대거 채용하는 성과를 나타냈다.
한편 2009년 하반기부터 독자적으로 연맹 결성이 준비되고 트라이아웃을 통한 선수 선발과 초기 창단 팀 훈련에 전 요미우리 자이언츠, 한화 이글스를 거친 조성민(현 두산 베어스 2군 코치)씨가 발 벗고 나서 초기 일부 팀의 훈련 지원까지 자청하고 나서는 등 많은 기여를 많이 하였다.
이외에도 일본야구연맹(JABA)를 내방하여 일본 실업야구 관련 운영현황 파악과 국제교류 준비에도 힘 썼으며 두산, LG를 거친 진필중(전 한민대 야구부 투수 코치, 현 경찰청 투수코치)씨 외에도 김경호(현 단국대 감독), 유영준(현 엔씨소프트 스카우트, 전 장충고 감독)씨가 선수 취업관련 우수선수 추천에 많은 협조와 기여를 하게 되며 양상문 전 롯데 감독과 이정훈 북일고 감독, 송인식 청주고 감독도 성공적인 실업야구 정착을 위한 자문 등에 지원을 아끼지 않았다.
[실업야구 출범 준비과정]
연맹에서는 실업야구리그 부활 등 재도약을 위해 전 대한야구협회 전무이사를 역임한 하일 부회장과 정재호(전 현대 유니콘스 프로야구 단장) 전무를 영입하며 2010년부터 2014년까지 실질적으로 강승규 회장 재임 기간인 4년간 시범운영을 거쳐 2015년 완공되는 고척동돔구장에서 개장 기념으로 2015년 춘계시즌부터 정식 출범을 목표로 현재 마지막 준비과정을 거치고 있다.
첫 공식 창단 구단으로는 논산시민야구단이 황명선 시장을 구단주로 추대하여 2012년 하반기 공식 창단식을 검토하였으나 2014년 6월 예정된 지자체단체장 선거는 물론 지역 체육예산 부족으로 현재 가 창단된 상태며 공식 창단이 보류되고 있다. 단, 논산시 시의회 의결과정에서 김진호 시의원 등의 적극적인 지원이 있어 지자체 선거 후 창단을 최종 한번 더 검토할 예정이며 그래도 불가할 경우 충남 공주에 건립된 신규 야구장을 기반으로 2016년 전국체전 개최지인 아산시(시장: 복기왕)까지 포함하여 독립구단 형태의 실업 팀 창단 권고를 최우선 검토하고 있다.
논산시민야구단의 장점은 후원 참여 기업인 동양강철 그룹의 주력 계열사인 현대알루미늄이 2014년 하반기 생산공장을 논산시에 완공하면 지역주민 약 300명을 채용하는 계획을 가지고 있다. 이중 야구선수 출신을 10~20명 정도 신규 채용, 향후 단일 팀으로 구성하려는 계획을 연맹과 협의중에 있다. 황명선 논산시장 역시 2011년 8월 시청 회의실에서 창단 후 선수들의 취업에 적극 나설것을 연맹 임원진과 충남도청 체육과장과의 회의를 통해 의사를 피력하였기 때문이다.
[야구계의 변화와 함께 찾아 온 연맹의 방향성]
실업야구 시범운영 과정 3년을 거치며 2014년 하반기 내지 2015년 봄 공식 팀 창단을 앞두긴 했지만 많은 과제를 안고 있는 것이 현재 실업야구의 현실이다. 그동안 야구계 내부와의 보이지 않는 미묘한 관계로 인한 애로를 겪었다면 이제는 보다 더 큰 장벽으로 다가오는 과제를 해결해야 하는 문제를 안고 있다. 특히 야구계 각 주체들과의 유기적인 협력없이는 이룰 수 없는 부분이기에 그 어느때보다 야구계 내부에서의 지원과 관심이 필요한 시점이다. 사실 리그의 안정적 정착을 기대하는 야구인들에게 과연 어떻게 실업야구를 시작할것인가에 대한 문제는 2014년에도 여전히 안고갈 숙제로 남아 있다.
최근 유소년야구가 한국 아마야구의 젖줄이라고 하면서 유명 프로야구 선수 출신이나 프로구단 감독들이 너도나도 리틀야구단 창단에 발 벗고 나서는 것과 대조적으로 실업야구가 아마야구 미래를 보장하는 선수들의 진로개척의 장이 될 것이고 그만큼 절실하다고 다수의 야구인들은 강조하면서도 정작 창단에는 다수가 침묵으로 일관하고 있는 것은 복합적인 배경이 깔려있다.
사실 아마 팀을 창단하자는 프로야구나 아마야구 단체 그 어떤 위원회에도 실업야구 창단에 적극 나서려는 주체는 찾아보기 힘들다. 이런 상황에서 그나마 창단에 조건없이 나서는 기업들은 야구계에서 보여주는 실업야구에 대한 관심이 이중적이라고 판단하고 머뭇거리는 사례가 많다. 심지어 타 지자체가 나서야 우리도 나선다는 지자체의 선출직 지자체 단체장의 행보와 별개로 수동적으로 움직이는 공무원들의 행보는 기업참여를 더욱 더 어렵게 만드는 요인중 하나다.
현재 야구계에서는 어느정도 관심을 받고 있지만 프로야구 9개 구단중에서 상당수 구단들이 애써 외면하려고 하는 독립구단인 고양 원더스의 코칭스탭에게 높은 년봉과 프로야구 2군리그 참가 허용 즉 선수 취업에 대한 포커스 보다는 프로진입 가능성 있는 소수 양성에 포커스가 맞춰진 팀 운영 방향성은 실업야구의 눈 높이를 당장 그 수준으로 맞춰야 하는게 아닌가 하는 이전부터 실업야구에 참여하려는 지자체의 보이지 않는 기대감을 없에버리는 역효과로 나타나고 있다.
또한 실업야구리그 시범운영 과정에서 경기력 감각을 찾은 주전급 선수들이 갑자기 창단된 독립구단 고양원더스로 프로진출 희망을 가지고 대거 합류하면서(원더스에서 프로로 진출한 안태영, 김영관 선수) 몇몇 구단의 전력 손실도 큰 상황이다. 물론 프로진출 기대를 할 수 있는 독립구단 합류를 연맹에서는 환영하였지만 시범운영을 통해 우수 자원을 양성하기 위해 연맹과 실업 팀이 야구계에서 어느정도 노력을 해야하는지는 당사자들만이 아는 고충이 따르기에 구단 관계자들이 느끼는 허탈감은 생각보다 큰 상황이다.
이에 2014년 한 해는 실업야구리그 정착을 위한 방향성 설정을 위해 경기를 많이 치루는 시범운영 보다는 야구계 내부와의 조율과 각 지자체나 기업과의 면밀한 창단을 검토해야 할 것으로 보인다.
현재 한국실업야구연맹은 시민야구단 창단 컨셉과 지방자치단체가 부담없이 참여하여 궁극적으로 수준높은 세미프로리그 경기를 기초자치단체 지역민들에게 제공하는 것 외에도 향토 출신 아마선수들의 진로를 개척 지원하여 주는 등 다양한 역할 기여를 염두에 두고 있다. 그러나 전국체전 성적에만 몰두한 나머지 새로운 컨셉의 저비용구조 실업 팀 창단에 대해 이해도가 부족한 일부 지자체와 이해관계가 없는 일에 대해 지나친 무관심은 기본, 오히려 실업야구에 참여하는 야구인들에 대한 음해성 악성 루머를 전파하는 일부 이기적인 야구계 인사들의 존재는 연맹이 넘어야 할 벽으로 인식하고 있다.
또한 즐기는 수준에서 그쳐야 할 사회인야구를 일부 기업들의 상업적 활용을 위해 공공시설인 각 지자체 관리하에 있는 주요 잔디구장 사용을 독식하다시피하는 것은 물론 상금제를 도입하여 당초 취지와 달리 사회인야구 활성화 위주로 야구계 활성화 우선순위를 흔드는 야구선수 출신 야구계 인사들의 활동은 실업야구 등 아마야구 활성화에 오히려 저해요소가 되는만큼 다양한 야구주체들과의 역할분담에 대한 재정의 과제도 남겨두고 있다.
[경기도 독립리그와의 관계]
대한야구협회 산하단체로 3년간 시범 운영을 거쳐 단계적으로 실업야구리그를 늦어도 2016년쯤 출범하려던 연맹의 계획은 2013년 2월에 새로이 취임한 대한야구협회장인 이병석 국회부의장의 협회 운영 방향성에서도 나타난다. 그 대표적인 예로 한국실업야구연맹 추천으로 대한야구협회장 출마시 독립리그 출범을 약속했던 장본인으로 아마야구에 바람을 불고 올 김은영 현 대한야구협회 부회장의 선임건이었다. 또한 새롭게 선임된 박노준 기획이사 역시 실업야구 부활을 최우선 강조하는 협회내 강력한 드라이브를 걸 수 있는 야구시스템 개혁가로 기대가 되기에 그 어느때보다 실업야구의 출범은 가능성 있게 거론되고 있다.
마침 KT가 수원시와 경기도와 함께 내건 경기도독립리그 출범 소식은 실업야구연맹에서는 더욱 더 반가운 소식이 되었다. 왜냐하면 수도권은 프로 진출을 위한 고양원더스와 유사한 야구만을 직업으로 삼는 독립리그 팀이 존재하는 것이 현실적으로 맞고 현재 실업야구연맹에서 주안점을 두는 지방 공단 도시를 거점으로 하는 시민야구단 즉 실업팀 위주로 가는 것이 맞기에 양 리그를 조직의 슬림화를 통한 재정을 절감하는 하나의 단체에서 통합 관리하며 특색있게 운영한다는 취지였다.
다만 경기도가 KT와 프로 10구단 창단을 하면서 대국민 공약을 내건 경기도 독립리그 출범은 실업야구의 출범에 많은 혼선을 안겨다 주고 있다. 우선 고양원더스에 많은 선수들이 쏠려 비록 시범 운영중이었지만 실업야구팀에서 취업대신 프로진출을 위해 기량을 연마하던 프로 2군급 주전 선수들이 대거 빠져나가 한때 단국대와 건국대와 한 두점 차 승부를 내던 기초 전력을 유지하기 힘들기 때문이다. 아무리 프로야구에 처지는 실업야구든 독립야구든 적정 수준의 기량을 보여야 지역민들이 찾을 수 있는 관전 스포츠 대상이 되기에 무척 중요한 부분이었다.
따라서 수도권에 독립리그가 출범하면 실업야구를 포기하든지 독립리그 방식으로 실업야구와 통합되는 방식이 필요하다. 하지만 실업야구연맹도 독립리그만을 믿고 따라가기에는 신뢰성 부분에 있어 많은 문제점을 내포하고 있다. 우선 고양원더스같은 좀처럼 나오기 힘든 독립구단에 버금가는 20억~30억 규모의 재정을 쏟아부을 수 있는 제 2의 제 3의 독립구단 창단 실현 가능성이 매우 낮다는 것이다. 특히 실업야구연맹의 집행부 다수 임원은 KT와 동종업계에 종사하고 있는 IT인들이다. 이로 인해 우회하여 KT의 독립리그 참여 의지를 타진하였지만 창단에 주도적인 역할을 하였던 KT스포츠단의 핵심 임원은 연맹 관계자에게 전혀 독립리그에 관심이 없으며 예산도 없다는 무책임한 발언을 하게 된다.
다행히 경기도청에서 2013년 8월 독립리그 출범을 위한 연구용역 공고 이전에 한국실업야구연맹을 초청하여 간담회를 가지며 실업야구연맹에서 시범 운영한 결과를 가지고 년간 예산 12억대 규모로 저비용 구조의 독립구단을 창단하려는 컨셉을 받아들이는 변화였다. 그럼에도 불구하고 여전히 한국실업야구연맹에서 경기도 독립야구리그 출범에 대해 가지는 의구심은 야구계 내부의 현저한 의견 차이로 갈라져 있는 프로야구선수 은퇴 출신 선수들이 다양한 인물로 리드하는 주체가 대표성을 띄는 구성이어야 함에도 특정 단체 위주의 야구인들이 참여하는 것에 대해 다소 부정적이다.
또한 2014년 3월에 개최된 공청회를 통해 경기도가 공약을 내건 출범 시점이 2015년이 아닌 2016년으로 늦춘다는 점이다. 사실상 2014년 중반 지자체선거 결과를 보고 2015년쯤 팀을 창단하여 2016년부터 본격적으로 시작하겠다는 의향이었으면 2013년 1월 치열한 경쟁을 펼쳤던 전라북도와의 프로 10구단 유치전에서 쉽게 거론할 공약이 아니었기 때문이다.
결론적으로 현재 진행중인 경기도 독립야구리그는 실체도 의지도 없이 현 도지사의 치적으로 채우기 위해 하나의 전시 행정을 펼치는것으로 보는 것이 눈썰미 있는 야구인들의 시각이라고 본다. 따라서 한국실업야구연맹은 그럼에도 불구하고 경기도 독립리그 출범을 위해 큰 축으로써의 역할을 해 나갈것이며 장기적으로는 한국야구 발전을 위해 진정성을 가지고 경기도 독립야구 출범에 절대적인 협력과 지원을 아끼지 않을 예정이다.

## 같이 보기
- 대한야구협회